# William Adamson
William Adamson, född 2 april 1863 i Dunfermline i Fife, död 23 februari 1936, var en skotsk fackföreningsman och labourpolitiker, partiledare 1917-1921.

## Biografi
William Adamson föddes i Dunfermline i Fife i Skottland och blev gruvarbetare i Fife, där han 1902 blev biträdande sekreterare vid ett skotskt gruvarbetarfackförbund, engagerade sig i National Union of Mineworkers, och 1908 blev generalsekreterare i Fife and Kimross Miners' Association. Han var kolgruvearbetare i 27 år. Han var också aktiv i det nybildade Labourpartiet, valdes till underhuset parlamentsvalet i Storbritannien i december 1910, i valkretsen Fife West, och blev 1917 partiledare, vilket han förblev till 1921. Han blev 1918 ledamot av
Privy council. Adamson blev 1924 minister för Skottland i Ramsay MacDonalds Labourregeringar, men vände sig mot MacDonald när denne bildade den nationella koalitionsregeringen med konservativa och liberaler 1931. Adamson förlorade sin parlamentsplats i valet 1931, då han kandiderade för Labour mot MacDonalds koalition.